# Эфесская митрополия
Эфе́сская митропо́лия (Ефесская митрополия, греч. Μητρόπολις Εφέσου, тур. Efes Metropolitliği) — епархия Константинопольской православной церкви, которая была одной из важнейших епископских Кафедр в Малой Азии. После малоазиатской катастрофы является титулярной.

## История

### Ранее христианство

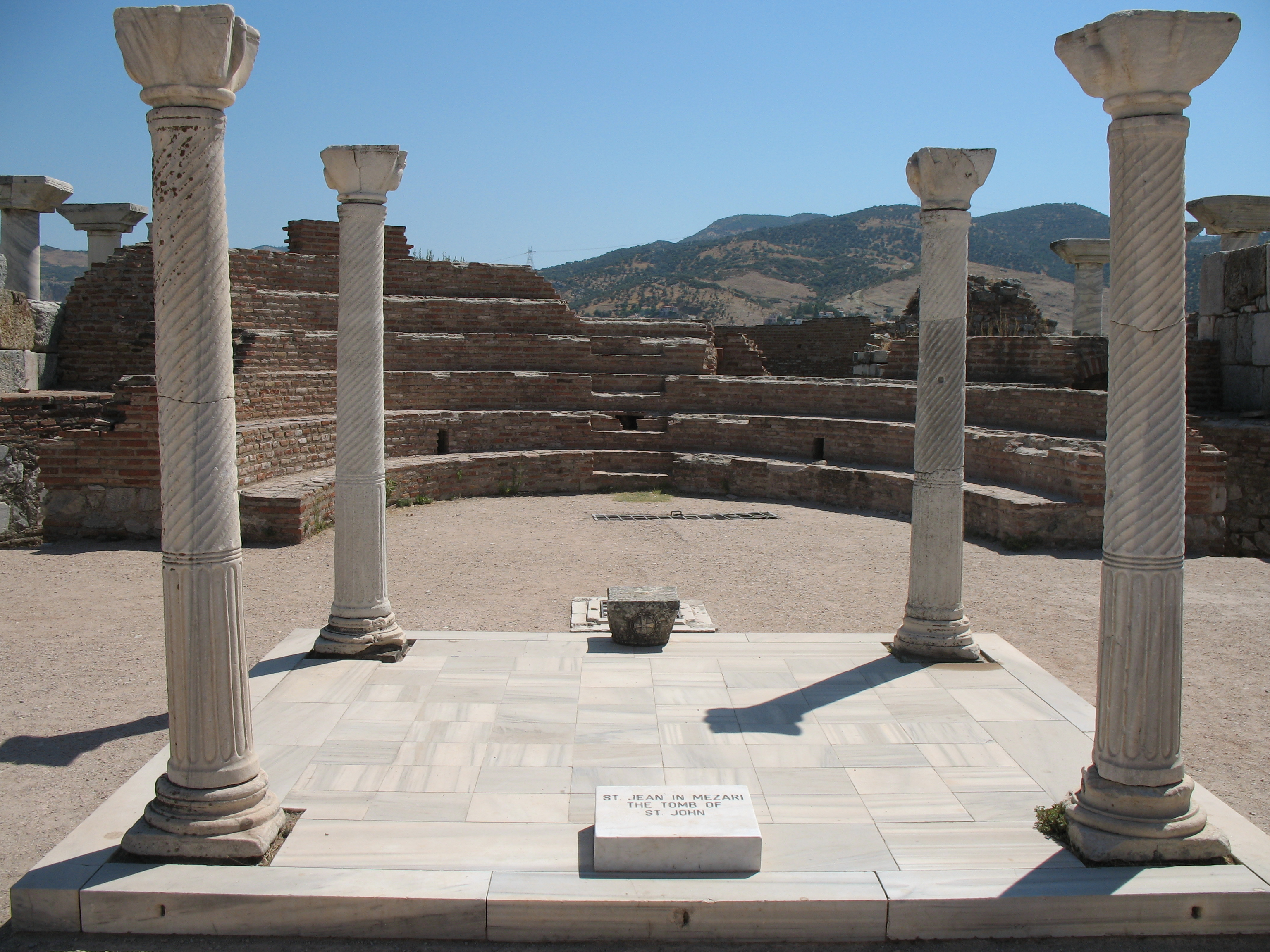
Руины усыпальница апостола Иоанна в Эфесе

Еврейская община в Эфесе существовала уже более трехсот лет, когда апостол Павел посетил Эфес около 53 года нашей эры. Павел отправился в своё третье миссионерское путешествие в 54 году нашей эры. Он провёл три месяца, уча в синагоге, призывая евреев принять христианство, но безуспешно. В течение следующих двух лет он оставался в Эфесе, стремясь обратить эллинизированных евреев и язычников, и, по-видимому, обратил многих.
Традиционно считается, что апостол Иоанн (4 до н. э. — 100 г. н. э.) прибыл в Эфес в период, когда Агриппа I (37-44 гг.) подавлял Иерусалимскую церковь. Есть записи о том, что Иоанн был арестован императором Домицианом (правил 81 — 96 гг. н. э.). Он был освобожден в конце своей жизни и вернулся в Эфес, где, как считается, написал свое Евангелие. Предание гласит, что Дева Мария жила в Эфесе рядом с Иоанном. Аполлос, еврей из Александрии, который был учеником Иоанна Крестителя, прибыл в Эфес и встретился с Аквилой и Присциллой.
Христианский канон определяет Послание к Ефесянам как послание к Церкви в Ефесе, а Иоанн упоминает церковь как одну из семи церквей Азии в Книге Откровения. В Откровении (2:1-3) превозносится упорство церкви, ее пристальное внимание к предполагаемым апостолам и ненависть к Николатам, но говорится, что церковь «оставила свою первую любовь», к которой откровение призывает ее вернуться.
Исходя из этих традиций, принято считать, что город принимал значительную христианскую общину уже с 1-го и 2-го веков. Эфес связан с жизнью нескольких святых той эпохи, таких как Филипп, брат апостола Варнавы, Эрмиония, Аристовул, Павел Фивейский, Адавкт и его дочь Каллистена. Считается также, что там жила и Мария Магдалина. Более того, согласно христианскому преданию, первым епископом Эфеса был апостол Тимофей, ученик апостола Павла.
До V века нашей эры христианство и язычество сосуществовали в городе, но с течением времени христианство стало доминирующей религией в Эфесе. Это проявляется главным образом в преобразовании религиозных памятников, усилении использования христианской символики, а также в разрушении различных языческих культовых сооружений. Могила апостола Иоанна находится в Ефесе

### Поздняя античность
После первого Никейского Собора (325) и организации церковного управления в римских провинциях Эфес стал престолом митрополии, а новый митрополит был избран епископами своей провинции. Ранняя организация церкви была параллельна организации римского государства, и поскольку Эфес был самым важным городом провинции Асия, его епископы стали «митрополитами Асии» — титул, который оставался в употреблении еще долгое время после того, как сама провинция прекратила своё существование.
Основываясь на важности своего престола, Эфесские митрополиты претендовали на региональную власть далеко за пределами своей собственной церковной провинции, охватывающей большую часть Малой Азии, но это стремление было оспорено возвышением Константинопольского Патриархата-процессом, закрепленным одним из канонов Второго Вселенского Собора 381 года н. э., который дал Константинопольскому епископу преимущество над всеми другими епископами, кроме епископа Рима. Хотя амбиции эфесских епископов были поддержаны соперником Константинополя, Александрийским патриархатом, на Халкидонском соборе в 451 году его притязаниям был нанесён решающий удар. Епископ соседней Смирны, который был подчинён Эфесу и его главному местному сопернику за первенство в провинции Азии, стал автокефальным архиепископом, а сам Эфес был понижен до кафедры второго ранга, подчинённой Константинопольскому Патриарху, после Кесарийской в Каппадокии. Это было значительное понижение в статусе, которое никак не могло смягчить присвоение митрополитам Эфеса звания «Экзарха Диоцеза Асия».
В V веке митрополия была вовлечена в различные церковные споры. Первый Эфесский собор состоялся в 431 году нашей эры, а Второй Эфесский собор, называемый также «разбойничим», был проведён в 449 году нашей эры. Епископ Александрийский Кирилл председательствовал на Первом Соборе, созванном императором Феодосием II для разрешения несторианского спора. Мемнон, епископ Эфесский, поддержал Кирилла в осуждении Константинопольского архиепископа Нестория за ересь. Суд был проведён поспешно, прежде чем успели прибыть восточные сторонники Нестория. Когда прибыла Восточная делегация во главе с Иоанном Антиохийским, они были шокированы случившимся и устроили свой собственный суд. Они признали Кирилла и Мемнона виновными и заключили их в тюрьму. Кирилл подкупил правительственных чиновников, чтобы вернуть себе прежнее положение. Два года спустя Иоанн и Кирилл пришли к взаимному соглашению, которое временно разрешило спор, пока папа Диоскор I Александрийский не созвал Второй Эфесский собор. В 475 году Миафизитский Патриарх Александрии Тимофей II Элур (457—477), поддержанный императором Василиском (475—476), восстановил Миафизита Павла митрополитом Эфесским на Соборе, созванном в Эфесе, который рассматривал вопрос о принятии миафизитского циркуляра Василиска. Константинопольский патриарх Акакий (472—489) отказался принять эти решения и вынудил императора отменить их. Епископы Диоцеза Асия были вынуждены отказаться от решений этого собора, а митрополит Эфесский Павел был низложен во время правления императора Зенона.
Среди наиболее важных Эфесских митрополитов VI века были Ипатий (около 530 года) и Иоанн. Первый начал кампанию против монофизитства и тесно сотрудничал с императором Юстинианом I (527—565) по различным церковным вопросам. С другой стороны, миафизитский митрополит Иоанн был значительным миссионером, который проповедовал в городе Эфесе, а также в близлежащей долине реки Меандр и Сардах. С разрешения императора Юстиниана I он обратил в христианство около 80 000 язычников.

### Средний и поздний византийский период
Эфес продолжал играть активную роль в различных церковных спорах в течение средневекового периода. Когда разгорелся спор о византийском иконоборчестве (VIII век), митрополит Феодосий был ярым защитником икон. Однако ряд местных священнослужителей отказались проводить официальную политику, осуждавшую поклонение иконам. Это привело к радикальным мерам со стороны государства, включая вмешательство армии под командованием генерала Михаила Лаханодракона и массовые изгнания монахов.
В последующие столетия митрополия сохраняла своё значение в церковной иерархии. В Notitiae Episcopatuum среднего и позднего византийского периода Эфес продолжал занимать второе место после Кесарии среди митрополий Константинопольского патриархата. В каталоге Льва Философа указываются то тридцать четыре, то тридцать шесть и даже тридцать семь епископий, подчинённых митрополиту Эфесскому. Во второй половине IX века, после возведения автокефального архиепископства Смирны в отдельную митрополию, Эфес потерял контроль над тремя епископствами: Фокаей, магнезией ad Sipylum и Клазоменой, которые перешли под власть вновь созданной митрополии. В первой половине XI века столпник Лазарь Галисийский жил на колонне в дебрях горы Галесиос, в нескольких километрах к северу от города. Митрополит мало обращал внимания на святого и часто относился к нему подозрительно или откровенно враждебно.
Когда в 1078 году император Михаил VII Дука был низложен, он стал митрополитом Эфеса. Через два года город был захвачен турками-сельджуками, и он вернулся в Константинополь, где прожил остаток своей жизни. В течение нескольких лет после падения Константинополя до Четвертого крестового похода (1204), метрополия была частью Никейской империи. В это время Константинопольский Патриарх как и император жил в Никее, что привело к повышению престижа Эфесских митрополитов.
Никейский император Феодор I Ласкарис (1207/1208-1222) женился на латинской принцессе и в 1219 году начал переговоры об объединении церквей. Тогдашний митрополит Эфесский Николай Месарит был одним из главных противников этой политики. Он также имел большое влияние на избрание Константинопольских патриархов. Местные митрополиты также были вовлечены в Арсенитский спор, который касался вопросов, возникших после низложения патриарха Арсения в 1259 году.
К концу правления династии Ласкарисов Эфесская церковь, по-видимому, была богата. Митрополит Никифор прибыл в Никею в 1260 году с большой суммой денег и был избран Патриархом, хотя вскоре умер.

### Османский период
Михаил (Лулудис) был последним митрополитом Эфесским до того, как турки захватили город в октябре 1304 или 1305 года. Он бежал на Крит. Турки превратили церковь святого Иоанна Богослова в мечеть. Несмотря на это, благодаря своей древней известности греческая православная церковная иерархия прилагала чрезвычайные усилия для сохранения престола. Новый митрополит, Матфей, был избран только в 1329 году, и потребовалось десять лет бесплодных попыток и подкупа местных эмиров, прежде чем он смог действительно поселиться в своей епархии. После прибытия в Эфес ему пришлось столкнуться с враждебностью новых правителей, в то время как все церкви уже были обращены в мечети. В конце концов Матфею разрешили использовать маленькую часовню в качестве своего нового собора.
В августе 1342 года было издано патриаршее и синодальное деяние о том, что «святейшая церковь Пиргия находится в числе митрополий великой Христовой Церкви, а вовсе не составляет епископию, подчиненную Ефесской митрополии». Но в 1368 году Патриарх Константинопольский издал указ, объединяющий митрополита Пиргийского с Эфесом «навеки»; в документе отмечается, что митрополит Эфесский в течение предыдущих трех лет не мог вернуться в свою церковь из-за враждебности к нему в данном городе. Но даже это расширение территории не удержало Эфесскую митрополию от дальнейшего упадка, и к 1387 году небольшая община не могла содержать даже священника; в результате к митрополии были присоединены Пергамская, Клазоменская и Неа-Фокейская кафедры. С подобными трудностями столкнулся и митрополит Марк Эфесский в XV веке.

Митрополии Константинопольского патриархата в Малой Азии. Ок. 1880 года.

В XVI веке престол метрополии переехал в Тейру (современная Тира), а в конце XVII века, вероятно, был перенесен в Магнезию ad Sipylum (современная Маниса). Начиная с XVII века, в результате увеличения греческого православного элемента в Анатолии, был создан ряд новых митрополий, и, следовательно, площадь Эфесской митрополии была сокращена. Тем не менее, юрисдикция Эфесской епархии все ещё включала обширную территорию в Западной Анатолии и была разделена на три митрополичьих округа: Магнезию, Корделию (Каршияка), и Кидонию (современный Айвалык). В результате османского завоевания и последующего внедрения ислама в регионе в XIV веке местный христианское население резко сократилось. Это отрицательно сказалось на церковной администрации, поскольку обращение коренного населения — часто насильственным путем — носило массовый характер. В каталоге от 1 сентября 1777 года отмечено, что митрополиту Эфеса была подчинена епископия Илиополя, а в каталоге 1797/1798 года сообщается, что митрополит Эфеса имелъ не только правящего епископа Илиополя, но и титулярного епископа Аркадіопольского.
В 1821 году, во время резни, разразившейся в Константинополе, как возмездие за греческую войну за независимость, митрополит Эфесский Дионисий был в числе высшего греческого духовенства, которое было казнено османскими властями.
В начале XX века площадь метрополии сократилась ещё сильнее в связи с воссозданием некоторых метрополий, прежде присоединённых к Эфесской, таких как Кидонийская (1908) и Пергамская (1922). Большая часть епархии стала частью контролируемой греками зоны оккупации Смирны в 1919 году. Однако в связи с развитием греко-турецкой войны 1919—1922 годов местные православные жители были депортированы из регионе в рамках греко-турецкого обмена населением.

### Современное состояние
После малоазиатской катастрофы на Эфесской кафедре сменилось 5 епископов. Хризостом (Хадзиставру) (1922—1924), Каллиник (Фотиадис) (1924—1926), Агафангел (Констандинидис) (1932—1935), Максим (Вапордзис) (1948—1972), Хризостом (Константинидис) (1991—2006).

## Известные эфесские иерархи
Епископы
- апостол Тимофей (I век)
- Иоанн (60 — 103)
- Онисим (104—110)
- Димас (ок. 116)
- Поликрат (190/193 — 202)
- Аполлоний (упом. 203)
- Исаак I
- Феодот (упом. 250)
- Анания (III век)
- Соломон (III век)

Митрополиты
- Менофант (325—344)
- Митропфан
- Агапий (З40 — 350)
- Авраамий (360—380)
- Евифий (380—381)
- Миртиний
- Агапит
- Макарий (упом. 391)
- Антонин (391—400)
- Ираклид (403—407)
- Мемнон (упом. 431)
- Василий (упом. 440)
- Вассиан (446—451)
- Иоанн (упом. 458)
- Павел (упом. 480)
- Этерий (упом. 500)
- Феосебий (503—519)
- Ипатий (520—536)
- Андрей (упом. 553)
- Авраам (VI век)
- Прокопий (упом. 560)
- Евтропий
- Руфин (упом. 597)
- Феодор (упом. 680)
- Стефан (упом. 692)
- Ипатий (упом. 730)
- Феодосий (упом. 754) (Возможно, бывший Император Феодосий III, правивший в 715—717 гг.)
- Иоанн (упом. 787)
- Феофил (упом. 824)
- Марк (упом. 833)
- Василий (упом. 869)
- Григорий (упом. 879)
- Стефан III (упом. 945)
- Феодор III (упом. 1019)
- Кириак (упом. 1028)
- Феодор IV (ок. 1050/1066)
- Никифор (упом. 1071)
- Феодор V (ок. 1073)
- Евфимий
- Михаил (упом. 1078), ранее Византийский император (1071—1078)
- Никифор II
- Иоанн V (1081—1108)
- Неофит I (1113—1125)
- Леонтий (упом. 1143)
- Иоанн VI (ок. 1144/1147)
- Константин I (ок. 1160)
- Николай I (упом. 1167 — упом. 1177)
- Георгий (упом. 1191 — упом. 1191)
- Иоанн VII (упом. 1195)
- Николай II (ок. 1213/1216)
- Иасит (1217—1224)
- Иоанн VIII (1227—1229)
- Никифор III (упом. 1230)
- Константин II (упом. 1237 — упом. 1239)
- Мануил II (1240—1260)
- Исаак (1260—1279)
- Иоанн IX (1283—1289)
- Иоанн X (упом. 1300)
- Матфей I (до 1329 — июнь 1351)
- Неофит II (упом. 1368)
- Феодорит (упом. 1368 — упом. 1388)
- Максим I (1390—1393)
- Мирон (1393)
- Иосиф (1393—1416)
- Марк Эфесский (1437—1441)
- Самуил (февраль 1780 — июнь 1801)
- Макарий II (июнь 1801—1803)
- Дионисий III (Каллиархис) (сентябрь 1803 — 10 апреля 1821)
- Макарий III (апрель 1821 — декабрь 1830)
- Хрисанф (декабрь 1830—1836)
- Герасим (Домнинос) (сентябрь 1836—1837)
- Анфим II (Иоаннидис) (1 апреля 1837 — 4 декабря 1845)
- Анфим III (Куталианос) (декабрь 1845 — 14 июля 1853)
- Паисий II (14 июля 1853 — 25 мая 1872)
- Агафангел (Гаврилидис) (25 мая 1872 — 26 апреля 1893)
- Константин (Валлиадис) (30 апреля 1893 — 2 апреля 1897)
- Иоаким (Эфтивулис) (10 мая 1897 — 10 января 1920)
- Хризостом (Хадзиставру) (19 февраля 1922 — 5 февраля 1924)
- Каллиник (Фотиадис)[болг.] (8 мая 1924 — 16 января 1926)
- Агафангел (Констандинидис) (28 июня 1932 — 16 августа 1935)
- Максим (Вапордзис) (27 марта 1948 — 1 января 1972)
- Хризостом (Константинидис) (10 декабря 1991 — 13 октября 2006)